# Euroamphicyon
Euroamphicyon es un género extinguido de mamífero carnívoro perteneciente a la familia de los "osos perro" (Amphicyonidae), que vivió en Europa en el Mioceno. La especie tipo es Euroamphicyon olisiponensis, originalmente Amphicyon olisiponensis. Un espécimen fue examinado por Viranta para estimar su masa corporal, la cual sería de 138.59 kilogramos.